# Мирина (митологија)
Мирина (грч. Μύρινα ) је у грчкој митологији била Амазонка, коју је опевао Хомер у „Илијади“, али су је помињали и други аутори.

## Митологија
Ова Амазонка је била позната по својим освајањима и према неким ауторима, била је епонимна хероина града Мирине у Лемну. За њено име се везује оснивање већег броја градова у Малој Азији, где се посебно истакла у освајачким походима, али и на егејским острвима. Неки од градова које је основала су Кима, Питан, Пријена, као и Митилен на Лезбу који је назвала по својој сестри која је такође учествовала у њеним походима. Под њеним вођством, Амазонке су напале и становнике Атлантиде и успеле да заузму Керну, један од најзначајнијих градова Атлантиде, са 20.000 коњаника и 3.000 припадника пешадије (према другим подацима, 30.000 коњаника). Мушкарце је поубијала, а жене и децу заробила. Тада су се становници осталих градова предали и Мирина се према њима понела часно. Чак је на месту разорене Керне основала нови град који је назвала својим именом. Касније су становници Атлантиде тражили њену заштиту од племена Горгона, али након почетног успеха, Амазонке су биле поражене. Наиме, заробљени припадници племена Горгона, којих је било више од три хиљаде, успели су да се домогну свог оружја и искористивши пир који су приредиле Амазонке поводом своје победе, извршили су прави масакр Мирининих присталица, а уз помоћ главнине горгонских снага које се крила у шуми. Мирина је успела да побегне и прикупи нову војску и са њом заузме већи део Либије. Потом је ушла у Египат. Тамо се спријатељила са египатским краљем Хором. Одатле је кренула у освајање Арабије, ушла у Сирију и преко Киликије и Фригије дошла до реке Кајка. Убио ју је трачки краљ Мопс у часној борби. Након тог пораза, Амазонке се никада више нису опоравиле.

## Тумачење
Роберт Гревс је сматрао да је Мирина била заправо Месечева богиња поштована у Малој Азији. Према једном делу мита, док је освајала Малу Азију, бура је њене лађе однела до тада још ненасељене Самотраке, коју је она посветила Мајци свих богова и подигла јој олтаре са богатим даровима, јер је богиња њене лађе и довела ту, неоштећене. Према Гревсу, она је била та богиња и њој су морнари посвећивали обреде како би их спасила од бродолома. Осим у Малој Азији, поштовали су је у Тракији, у области реке Танао (Дон), Јерменији и Сирији. Име Мирина и значи „морска богиња“. Прича да је Мирина освојила острво Керн изгледа да је каснији и непотврђени додатак причи, а судећи према локацији места. Керн је идентификован са Федалом у близини Феза, али су још нека места поменута као кандидати; Санта Круз у близини рта Гир и Аргуин, јужно од Кабо Бланка.

## Друге личности
- Према неким ауторима, Кретејева кћерка и Тоантова супруга, за коју су такође тврдили да је по њеном имену град Мирина на Лемну добио назив.[4]
- Хомер је у својој „Илијади“ поменуо још једну Мирину; Теукрову кћерку и Дарданову супругу.[4]

## Биологија
Латинско име ових личности (Myrina) је назив за род у оквиру групе лептира.